# Moolooit
Moolooit ist ein sehr selten vorkommendes Mineral aus der Mineralklasse der „Organischen Verbindungen“ mit der chemischen Zusammensetzung Cu(C2O4)·n(H2O), wobei n zwischen 0,4 und 0,7 liegt. Moolooit ist damit chemisch gesehen ein wasserhaltiges Kupferoxalat.
Moolooit kristallisiert im orthorhombischen Kristallsystem, entwickelt aber nur mikroskopisch kleine Kristalle bis etwa 4 µm mit einem leistenförmigen oder prismatischen Habitus. Meist findet er sich in Form kugeliger Mineral-Aggregate bis derber Massen mit einem matten, wachsähnlichen Glanz. Das grünlichblaue, durchscheinende Mineral hinterlässt auf der Strichtafel einen blassblauen Strich.

## Etymologie und Geschichte
Moolooit wurde erstmals in Mineralproben aus einem sulfidhaltigen Quarzaufschluss  etwa 12 km östlich der „Mooloo Downs Station“, einer Rinderzuchtstation mit einer Fläche von etwa 131.715 Hektar, und etwa einen Kilometer nördlich von Bunbury Well im Verwaltungsgebiet Upper Gascoyne Shire des australischen Bundesstaates Western Australia entdeckt. Die Analyse und Erstbeschreibung erfolgte durch  von Richard M. Clarke und Ian R. Williams in der Typlokalität, die das Mineral nach dessen Typlokalität benannten.
Clarke und Williams sandten ihre Untersuchungsergebnisse und den gewählten Namen 1980 zur Prüfung an die International Mineralogical Association (interne Eingangsnummer der IMA: 1980-082), die den Moolooit als eigenständige Mineralart anerkannte. Die ebenfalls von der IMA/CNMNC anerkannte Kurzbezeichnung (auch Mineral-Symbol) von Moolooit lautet „Moo“.
Das Typmaterial des Minerals wird im Western Australian Museum (WAM) in Perth unter der Sammlungsnummer MDC 6738 aufbewahrt.

## Klassifikation
Da der Moolooit erst 1980 als eigenständiges Mineral anerkannt wurde, ist er in der seit 1977 veralteten 8. Auflage der Mineralsystematik nach Strunz noch nicht aufgeführt.
Im zuletzt 2018 überarbeiteten „Lapis-Mineralienverzeichnis“, das sich im Aufbau noch nach der alten Form der Systematik von Karl Hugo Strunz richtet, erhielt das Mineral die System- und Mineralnummer IX/A.01-090. In der „Lapis-Systematik“ entspricht dies der Klasse „Organische Verbindungen“ und dort der Abteilung „Salze organischer Säuren“, wo Moolooit zusammen mit Antipinit, Caoxit, Coskrenit-(Ce), Deveroit-(Ce), Falottait, Glushinskit, Humboldtin, Levinsonit-(Y), Lindbergit, Middlebackit, Minguzzit, Natroxalat, Novgorodovait, Oxammit, Stepanovit, Weddellit, Wheatleyit, Whewellit, Zhemchuzhnikovit und Zugshunstit-(Ce) die Gruppe mit der Systemnummer IX/A.01 bildet.
Die von der International Mineralogical Association (IMA) zuletzt 2009 aktualisierte 9. Auflage der Strunz’schen Mineralsystematik ordnet den Moolooit in die Klasse der „Organische Verbindungen“ und dort in die Abteilung „Salze von organischen Säuren“ ein. Hier ist das Mineral in der Unterabteilung „Oxalate“ zu finden, wo es als einziges Mitglied eine unbenannte Gruppe mit der Systemnummer 10.AB.15 bildet.
In der vorwiegend im englischen Sprachraum gebräuchlichen Systematik der Minerale nach Dana hat Moolooit die System- und Mineralnummer 50.01.06.01. Dies entspricht hier ebenfalls der Klasse „Organische Minerale“ und der Abteilung „Organische Minerale“, wo er als einziges Mitglied in der unbenannten Gruppe mit der Systemnummer 50.01.06 innerhalb der Unterabteilung „Salze organischer Säuren (Oxalate)“ zu finden ist.

## Kristallstruktur
Moolooit kristallisiert in der orthorhombischen Raumgruppe Pnnm (Raumgruppen-Nr. 58) mit den Gitterparametern a = 5,35 Å; b = 5,63 Å und c = 2,56 Å sowie einer Formeleinheit pro Elementarzelle.

## Bildung und Fundorte
Moolooit ist ein Sekundärmineral, das sich z. B. durch die Einwirkung von Vogelkot auf verwitterte Kupfererze bildet. Als Begleitminerale wurden an seiner Typlokalität Bunbury Well-Mooloo Downs Station Antlerit, Atacamit, Baryt, Brochantit, Chalkopyrit, Covellin, Digenit, Gips, Jarosit, Kieselsäure, Libethenit, Sampleit und Whewellit festgestellt.
In Deutschland trat das Mineral bisher in der Grube Clara bei Oberwolfach in Baden-Württemberg und am Iberg bei Ilfeld am Südrand des Harzgebirges in Thüringen in Erscheinung.
Weitere Fundorte liegen unter anderem in Sainte-Marie-aux-Mines in Frankreich, der Sarbaiskoe-Lagerstätte (Sarbay Mine) im Gebiet Qostanai in Kasachstan, bei Gjersvik in der norwegischen Kommune Røyrvik sowie in der „Ahmeek Mine“ im Keweenaw County (Michigan) und bei San Rafael im Emery County (Utah) in den USA.